# 高崎山城
高崎山城（たかさきさんじょう）は、大分県大分市の高崎山にあった日本の城。高崎城とも呼ばれる。

## 概要
豊後守護であった大友氏の詰城である。海から屹立する高崎山の山頂に築かれた山城で、難攻不落の堅城として知られた。当時、府内の中心部には大友氏の居館である大友氏館や上原館があるのみで堅固な城郭はなく、戦時にはやや離れたこの城に拠ることが多かった。
現在、山頂付近には、主郭等の曲輪や土塁をはじめ、狼煙台様の遺構が残っている。また、南側山腹には、18条の竪堀が掘られたとされ、その遺構も残っている。

## 歴史
高崎山は四方を見極めることができることから、古くは四極山（しはつやま）と呼ばれ、奈良時代には烽（とぶひ）が置かれた。
高崎山城は、伝説によれば、平安時代末期に安倍宗任によって築城されたという。鎌倉時代初めに大友氏が豊後に下向した際には、在地武士の大神氏一族がこの城を拠点に激しく抵抗したとされる。
文献での初出は正平4年/貞和5年（1349年）。正平13年/延文3年（1358年）に大友氏第8代当主大友氏時によって本格的に整備された。
南北朝時代には九州における北朝方の拠点として、南朝方の菊池氏との数多の戦いの舞台となった。建徳2年/応安4年（1371年）7月には、北朝方の九州探題今川了俊の命により、嫡男の今川貞臣、田原氏能がこの城に入城。この年の8月から翌建徳3年/応安5年（1372年）正月にかけて南朝方の菊池武光・武政勢と攻防を繰り広げた。
永正15年（1518年）、第20代当主大友義鑑に対して叛旗を翻した朽網親満はこの城に立て籠もったが、佐伯氏らに追われて玖珠郡に逃走した。
天正14年（1586年）の島津氏の豊後侵攻の際には、第22代当主大友義統は戸次川の戦いに敗れると、退却の途上でこの城に入城し、さらに豊前竜王城へと敗走した。
この城は文禄2年（1593年）の大友氏改易後に廃城とされた。その石材は、福原直高（長堯）による府内城築城に用いられたという。